# Seznam uměleckých realizací ve veřejném prostoru v Košířích
Seznam uměleckých realizací v Košířích  v 5 obsahuje tvorbu výtvarných umělců umístěnou ve veřejném prostoru v katastrálním území Košíře. Seznam je řazen podle ulic a nemusí být úplný.

## Seznam uměleckých realizací
| Název                                                                            | Fotografie                                                                        | Lokace                                                    | Autor                                 | Rok  | Popis                                 | Poznámka                                        |
| -------------------------------------------------------------------------------- | --------------------------------------------------------------------------------- | --------------------------------------------------------- | ------------------------------------- | ---- | ------------------------------------- | ----------------------------------------------- |
| Betonová dětská prolézačka v ulici Beníškové                                     | Kategorie „Prolézačka v ulici Beníškové (Košíře)“ na Wikimedia Commons            | Beníškové 50°3′48,51″ s. š., 14°22′4,63″ v. d.            | neuveden                              |      | herní prvek, beton                    | volný prostor                                   |
| Hra                                                                              | Kategorie „Hra (Jan Kavan)“ na Wikimedia Commons                                  | Beníškové 988 50°3′48,12″ s. š., 14°22′6,7″ v. d.         | Jan Kavan (1905–1986)                 |      | socha, pálená hlína                   | mateřská škola                                  |
| Plavec                                                                           |                                                                                   | Fabiánova 50°3′58,21″ s. š., 14°22′0,63″ v. d.            |                                       |      | socha, pískovec                       | u sportovního areálu                            |
| Petra (děvče se švihadlem) (†)                                                   |                                                                                   | Jinonická 50°4′11,68″ s. š., 14°22′39,44″ v. d.           | Božena Kodymová (*1926)               |      | socha, umělý kámen                    | přemístěno do depozitáře GHMP                   |
| Nádrž s plastikou Jeřáb (†)                                                      |                                                                                   | Košířské náměstí 50°4′10,12″ s. š., 14°22′0,92″ v. d.     | Karel Bělohradský (*1916)             | 1958 | fontána, socha                        | socha zcizena, fontána zanikla 2005             |
| Vltava (†)                                                                       |                                                                                   | Na Pomezí 50°3′42,62″ s. š., 14°21′57,17″ v. d.           | Jan Brož (1948–1997)                  | 1977 | socha, bronz                          | Plavecký bazén Košíře zaniklo                   |
| Vstupní poutač pro budovu pošty, ředitelství výstavby spojů a celnice v Košířích |                                                                                   | Plzeňská 290/139 50°4′12,97″ s. š., 14°22′30,67″ v. d.    | Jan Fišer (*1944) Karel Holub (*1946) | 1985 | poutač, mosaz                         | před vchodem                                    |
| Žulová plastika                                                                  | Kategorie „Žulová plastika před s. p. Výtahy (Vladimír Kýn)“ na Wikimedia Commons | Pod Kotlářkou 151/3 50°4′17,06″ s. š., 14°21′36,32″ v. d. | Vladimír Kýn (1923–2004)              | 1980 | dekorativní stěna; žula, bronz, beton | vstupní část administrativní budovy s.p. Výtahy |
| Dívka s míčem                                                                    | Kategorie „Dívka s míčem (Eva Springerová)“ na Wikimedia Commons                  | Weberova 1090/1 50°4′24,01″ s. š., 14°21′22,39″ v. d.     | Eva Springerová (1928–1994)           | 1977 | socha, pískovec                       | základní škola na sídlišti Homolka II           |
| Jarní květ                                                                       | Kategorie „Jarní květ (Otto Sukup)“ na Wikimedia Commons                          | Zahradníčkova 1118/2 50°4′9,88″ s. š., 14°21′19,04″ v. d. | Otto Sukup (1926–2012)                | 1985 | socha, slivenecký mramor              | mateřská škola                                  |